# Letňany (metrostation)
Letňany is een metrostation van de metro van Praag. Het station bevindt zich in de wijk Letňany, die samenvalt met het gemeentelijke district Praag 18. Metrostation Letňany is geopend op 8 mei 2008, tegelijk met de stations Prosek en Střížkov. Sindsdien is Letňany het eindpunt van lijn C.
Direct ten noordoosten van het station ligt het vliegveld Letňany.
Letňany · Prosek · Střížkov · Ládví · Kobylisy · Nádraží Holešovice · Vltavská · Florenc · Hlavní nádraží · Muzeum · I. P. Pavlova · Vyšehrad · Pražského povstání · Pankrác · Budějovická · Kačerov · Roztyly · Chodov · Opatov · Háje